# Ericeia taedia
Ericeia taedia là một loài bướm đêm trong họ Erebidae.